# Клюшово (Вологодская область)
Клюшово — деревня в Бабаевском районе Вологодской области.
Входит в состав Санинского сельского поселения, с точки зрения административно-территориального деления — в Санинский сельсовет. До 2003 года была центром Чистиковского сельсовета.
Расстояние до районного центра Бабаево по автодороге — 45 км, до центра муниципального образования деревни Санинская по прямой — 13 км. Ближайшие населённые пункты — Большие Кипрецы, Малые Кипрецы, Чистиково.
По переписи 2002 года население — 88 человек (44 мужчины, 44 женщины). Преобладающая национальность — русские (93 %).